# Potony
Potony es un pueblo ubicado en el distrito de Barcs, en el condado de Somogy, Hungría.

## Superficie
Posee una superficie de 15,90 kilómetros cuadrados.

## Demografía
Hasta 2019 la población era de 205 habitantes, con una densidad de población de 12,89 habitantes por kilómetro cuadrado.